# Chinatown (Film)
Chinatown ist ein US-amerikanischer Kriminalfilm des Regisseurs Roman Polański aus dem Jahr 1974. Der Film ist, so Polański in den 1970ern, eine „traditionelle Detektivgeschichte in neuer, moderner Gestalt“. Der Titel bezieht sich auf Chinatown, den in den 1930er Jahren entstandenen Stadtteil von Los Angeles. Robert Towne wurde mit dem Oscar für das beste Originaldrehbuch ausgezeichnet.

## Handlung
In Los Angeles herrscht 1937 eine lange Dürre. Jake Gittes, ein ehemaliger Polizist, arbeitet inzwischen als Privatdetektiv und betreibt eine florierende Detektei mit drei Mitarbeitern. Nach Abschluss einer Ermittlung wegen Ehebruchs kommt eine Dame aus der High Society in sein Büro, die sich als Mrs. Mulwray vorstellt und ihn beauftragt, ihren Ehemann, Hollis Mulwray, zu observieren, um ihm eine Affäre nachzuweisen. Nur zögernd nimmt Gittes den Fall an. Mulwray ist Chefingenieur der städtischen Wasserwerke, des Los Angeles Department of Water and Power, und Gittes beschattet ihn mehrere Tage. Mulwray scheint sich aber viel mehr für Kanäle und Flüsse zu interessieren als für andere Frauen. Eine ganze Nacht verbringt er alleine am Meer. Als Gittes ihn nach einigen Tagen doch mit einem jungen Mädchen erwischt, macht er Fotos von den beiden, die er seiner Auftraggeberin übergibt. Kurz darauf erscheint ein Artikel über die vermeintliche Affäre auf der ersten Seite der Lokalzeitung.
Daraufhin taucht Evelyn Mulwray in Gittes’ Büro auf, die sich als die wahre Ehefrau von Hollis Mulwray vorstellt. Sie teilt ihm knapp mit, dass sie ihn verklagen werde, und verschwindet wieder. Gittes will mit Mr. Mulwray direkt Kontakt aufnehmen, doch findet er ihn weder in seinem Büro noch zu Hause. Dort trifft er wiederum auf Evelyn Mulwray, die ihre Klage ohne genauere Gründe fallen lässt. Kurze Zeit später wird Hollis Mulwrays Leiche in einem der Kanäle gefunden. Offenbar war er einem Betrug der Wasserwerke auf die Spur gekommen. Obwohl man in Mulwrays Leiche Salzwasser feststellt, wird von der Polizei als Todesursache Ertrinken im Los Angeles River angegeben.
Gittes will der Sache nachgehen und stellt zunächst fest, dass der Fluss fast vollständig ausgetrocknet ist und die Wasserwerke nachts große Mengen Wasser ins Meer leiten. Als er einen dieser Kanäle untersucht, stellen ihn zwei Gangster und einer von ihnen schlitzt ihm zur Warnung den linken Nasenflügel auf, weshalb er eine Zeit lang einen Verband im Gesicht tragen muss. Schließlich beauftragt Evelyn Mulwray ihn, den Tod ihres Mannes zu untersuchen. Seine Ermittlungen ergeben, dass binnen kurzer Zeit reihenweise Kaufverträge über große Ländereien abgeschlossen wurden und dass das Umland systematisch ausgetrocknet wird. Bei einer Verfolgungsjagd kann er mit der Hilfe von Evelyn Mulwray entkommen. Zwischen den beiden entwickelt sich eine Romanze, aber sie erzählt ihm nicht die Wahrheit. Sein Misstrauen wächst, sodass er sie als Mörderin ihres Mannes verdächtigt.
Der Vater von Evelyn Mulwray, der mächtige und reiche Noah Cross, den sie aus nicht nachvollziehbaren Gründen fürchtet, erteilt Gittes den Auftrag, die verschwundene junge Begleitung des Verstorbenen aufzuspüren. Gittes nimmt diesen Auftrag ebenfalls an, ohne den von Evelyn Mulwray, den Tod ihres Gatten aufzuklären, zu kündigen. Er deckt ein Komplott auf, in dessen Zentrum Noah Cross steht, der frühere Geschäftspartner von Mulwray. Cross, der früher zusammen mit Mulwray Eigentümer der Wasserwerke war, lässt kostbares Trinkwasser an verschiedenen Stellen ins Meer leiten, um das Umland systematisch auszutrocknen und so die Landbesitzer zu Verzweiflungsverkäufen unter Wert zu bewegen. Das Land geht zunächst an nichtsahnende Strohmänner, um später in den Besitz von Cross und dessen Komplizen zu gelangen. Nach dem ebenfalls von Cross vorangetriebenen (von Mulwray aber abgelehnten) Bau eines Staudammes, dessen Finanzierung aus öffentlichen Mitteln durch die künstliche Wasserverknappung politisch ermöglicht wird, und der damit möglichen Wiederbewässerung des vertrockneten Landes steigt dessen Wert wieder an, und es könnte nun mit großem Spekulationsgewinn weiterverkauft werden. Mulwray kam diesen Zusammenhängen auf die Spur und wurde deshalb von Noah Cross ermordet.
Zum anderen Auftrag: Bei dem Mädchen, das Gittes in Begleitung von Mulwray fotografiert hatte, handelt es sich um Mrs. Mulwrays Tochter, die sie mit fünfzehn Jahren von ihrem eigenen Vater bekommen hat – sie war von ihm vergewaltigt worden. Gittes will Mrs. Mulwray und ihrer Tochter namens Katherine helfen, nach Mexiko zu fliehen. Zuvor konfrontiert er Noah Cross mit seinen Ermittlungsergebnissen. Gittes hatte im Gartenteich des Anwesens von Mulwray eine Zwei-Stärken-Brille mit einem zerbrochenen Glas gefunden und zunächst geglaubt, es handele sich um Mulwrays Brille, aber Evelyn sagte ihm, ihr Mann habe keine Zwei-Stärken-Brille getragen. Noah Cross gibt den Mord an Hollis Mulwray unverhohlen zu. Als Gittes ihn fragt, warum er als steinreicher Mann diese Verbrechen begangen habe, um noch reicher zu werden, entgegnet ihm Cross, dass ihn die Zukunft reize. Dann lässt er Gittes von seinem Leibwächter gefangen nehmen und zwingt Gittes, ihn zu Cross’ Tochter und Enkeltochter zu bringen. Diese befinden sich in Chinatown und wollen gerade nach Mexiko verschwinden.
Noah Cross und Gittes kommen in Chinatown an. Dort überrascht sie Leutnant Escobar, der Gittes Handschellen anlegt. Gittes versucht Escobar die Verbrechen von Cross zu erklären, bleibt aber ungehört. Als sich Noah Cross seiner Tochter beziehungsweise Enkeltochter nähert, schießt die wütende Mrs. Mulwray auf ihn, verletzt ihn jedoch nur leicht am Arm. Bei der Flucht in ihrem Auto wird sie von Polizisten erschossen. Ihre heimliche Tochter erlebt das Ganze als Beifahrerin im Auto mit und wird traumatisiert von ihrem Vater/Großvater umarmt und weggebracht. Der ermittelnde Lieutenant Escobar lässt seinen alten Polizeikollegen Gittes, den er für einen Komplizen der vermeintlichen Mörderin Mrs. Mulwray hält, und seine Mitarbeiter laufen. Die Mitarbeiter führen Gittes weg und einer von ihnen sagt leise zu ihm: „Vergiss es, Jake, wir sind in Chinatown.“

## Hintergrund
| Figur                | Darsteller       | Deutscher Sprecher |
| -------------------- | ---------------- | ------------------ |
| J. J. „Jake“ Gittes  | Jack Nicholson   | Hansjörg Felmy     |
| Evelyn Cross Mulwray | Faye Dunaway     | Judy Winter        |
| Noah Cross           | John Huston      | Arnold Marquis     |
| Escobar              | Perry Lopez      | Joachim Kemmer     |
| Russ Yelburton       | John Hillerman   | Rolf Schult        |
| Hollis I. Mulwray    | Darrell Zwerling | Wilhelm Borchert   |
| Ida Sessions         | Diane Ladd       | Edith Schneider    |
| Claude Mulvihill     | Roy Jenson       | Hans Schwarz       |
| Curly                | Burt Young       | Michael Chevalier  |
| Mann mit Messer      | Roman Polański   | Wolfgang Draeger   |
| Duffy                | Bruce Glover     | Klaus Sonnenschein |
| Walsh                | Joe Mantell      | Peter Schiff       |
| Evelyns Butler       | James Hong       | Klaus Jepsen       |

Chinatown gilt als ein gelungener moderner Film noir. Der Drehbuchautor Robert Towne und der Regisseur Polański konnten die klassische Rolle des private eye in der Tradition von Dashiell Hammett und Raymond Chandler realistisch weiterführen. Die Rahmenhandlung dieser Geschichte um sex, crime und Politik geht zurück auf Ereignisse, die sich in den ersten Jahrzehnten des 20. Jahrhunderts im Zusammenhang mit den sogenannten California Water Wars und dem Bruch der St.-Francis-Talsperre tatsächlich zugetragen haben. Der kalifornische Wasserbauingenieur William Mulholland gilt als Vorbild für die Figur des Hollis Mulwray. Jack Nicholson, Robert Towne und der Produzent Robert Evans haben diese Geschehnisse mit dem innerfamiliären Drama und der typischen Film-noir-Atmosphäre von Misstrauen und zwielichtiger Moral verarbeitet. Das von Towne verfasste Drehbuch wird oft als Musterbeispiel für die gelungene Entwicklung einer Filmhandlung hervorgehoben. Das Drehbuch erhielt 1975 einen Oscar sowie weitere Auszeichnungen. Towne hatte für den Film allerdings ein Happy End vorgesehen. Das tragische Ende setzte Polański durch, der auch später noch davon überzeugt war, dass erst dieses Finale den Film zu einem Klassiker gemacht hat. Die Erkennungsmelodie des Films, komponiert von Jerry Goldsmith, enthält ein markantes Trompetensolo, das von dem Trompeter Chuck Findley gespielt wurde.
Chinatown war Polańskis letzter in den Vereinigten Staaten gedrehter Film, er selbst spielt in einem Cameo-Auftritt den eiskalten Gauner, der Jake Gittes den Nasenflügel aufschlitzt. Die deutsche Synchronisation entstand im Auftrag der Berliner Synchron, nach einem Dialogbuch und unter der Dialogregie von Ottokar Runze.

## Analyse

### DieFemme fatalealsbad good girl
Faye Dunaways Rolle als Evelyn Mulwray steht, ebenso wie die des private eye (Privatdetektiv) Jake Gittes, in der Tradition des Film noir. Sie ist die ominöse Dame mit einem Auftrag, die mit dem Fortgang der Geschichte immer geheimnisvoller wird und nicht einzuschätzen ist. Als Figur zwar kultiviert, wechselt sie im Film immer wieder ihr Gesicht. Zwischendurch entpuppt sie sich als veritable „Gangsterbraut“, als sie mit Gittes, der auf dem Trittbrett ihres Wagens steht, routiniert einigen schießenden Verfolgern entwischt. Letzten Endes stirbt sie sogar im Auto durch Schüsse und nimmt so ein ähnliches Ende wie jene Bonnie Parker, die sie einige Jahre zuvor im Streifen Bonnie und Clyde gespielt hatte, an dessen Drehbuch Robert Towne beteiligt war.
In der Ikonographie des Film noir erscheint die Rolle der Mrs. Mulwray vom Aussehen und ihrer Wirkung auf Gittes her zunächst als klassische Femme fatale, im Laufe der Geschichte entpuppt sie sich aber als ein anderer Frauentypus der Film-noir-Bewegung: das bad good girl. Ihre Handlungen sind letzten Endes von dem Wunsch geleitet, ihre Tochter zu schützen; ihre Lügen Gittes und anderen gegenüber dienen also einem guten Zweck.

### Symbolik des Titels
Der Titel des Films bezieht sich zwar vordergründig auf das reale Viertel Chinatown in Los Angeles, in dem der Film endet. Vor allem aber taucht der Begriff im gesamten Film immer wieder als Chiffre auf, einerseits für die unheilvolle Vergangenheit von Gittes, der schon einmal eine Frau in Chinatown verloren hat, andererseits als Bedrohung der Zukunft von Jake und Evelyn, als Verweis auf einen ungerechten, symbolischen Ort, als der sich das Viertel am Ende des Films tatsächlich entpuppt. Für Gittes schließt sich hier der Kreis. Chinesen sind in die korrupten Machenschaften nicht verstrickt, sie agieren eher als Helfer von Mrs. Mulwray. In diesem Zusammenhang ergäbe die Devise, in Bezug auf das Viertel so wenig wie möglich zu tun und sich somit seinem Schicksal zu ergeben, insofern Sinn, als jegliches Handeln angesichts der unabänderlichen Schicksalsschläge sinnlos wäre. Robert B. Pippin bringt die Schicksalhaftigkeit des Symbols „Chinatown“ mit dem Konzept Es gibt kein richtiges Leben im falschen von Theodor W. Adorno zusammen. Die Gesellschaft ist derart strukturiert, mit Noah Cross als Drahtzieher, dass in der Gesamtschau ein moralisches Leben nicht möglich sei. Das entbinde aber nicht von moralischer Verantwortung, da nicht jede einzelne Handlung schicksalhaft vorherbestimmt sei und man im Einzelfall eine richtige Entscheidung treffen könne.

## Rezeption

### Kritiken
Chinatown gilt als Klassiker, was sich auch in den Auswertungen US-amerikanischer Aggregatoren widerspiegelt. So erfasst Rotten Tomatoes fast ausschließlich wohlwollende Besprechungen und ordnet den Film damit als „Verbrieft Frisch“ ein. Metacritic ermittelt aus den vorliegenden Bewertungen „Einhelliges Lob“. Insgesamt listet They Shoot Pictures, Don’t They? Chinatown unter den angesehensten Werken der Filmgeschichte.

„Im Stile Raymond Chandlers (auch wenn Gittes kein Marlowe ist) erzählter film noir, der höchste Konzentration verlangt. Die brillante Regiearbeit, die fantastische Kamera, die hervorragende Musik von Jerry Goldsmith und die tollen Darsteller sorgen für optimale Unterhaltung.“

„Der Film lässt den Zuschauer nicht los. Die clevere Story und das liebevoll ausstaffierte 40er-Jahre-Ambiente machte Chinatown zu einem der besten Filme der 70er Jahre. Das Drehbuch von Robert Towne, das nach und nach die Puzzleteile zusammenfügt, wurde zu Recht mit dem Oscar prämiert. Fazit: Erstklassiger Krimi der 40er Jahre.“

„An Raymond Chandlers Kriminalromanen orientiert, in Stil und realitätsbezogener Darstellung jedoch weit darüber hinausgehende Auseinandersetzung mit der amerikanischen Wirklichkeit nicht nur der 30er Jahre. Zugleich ein Einblick in die psychologische Befindlichkeit einer durch und durch maroden Gesellschaft.“

Der US-amerikanische Filmkritiker Roger Ebert lobte den Film und nahm ihn in seine Liste der großartigen Filme (great movies) auf. Auch der Publikumszuspruch bleibt ungebrochen. So setzen die Nutzer der Filmdatenbank IMDb Chinatown auf Platz 165 ihrer Top 250 beliebtesten Filme.

### Auszeichnungen
- 1975: Oscar für das Beste Originaldrehbuch. Sowie Oscar-Nominierungen in zehn weiteren Kategorien: Bester Film, Bester Hauptdarsteller, Beste Hauptdarstellerin, Beste Regie (Roman Polański), Beste Kamera, Bestes Szenenbild (Richard Sylbert), Bester Ton (Charles Grenzbach, Larry Jost), Beste (dramatische) Filmmusik, Bester Schnitt, Bestes Kostüm-Design (Anthea Sylbert)
- 1975: Britischer Filmpreis für den besten Hauptdarsteller (Jack Nicholson), die beste Regie und das beste Drehbuch
- 1975: Golden Globes für den besten Film (Drama), die beste Regie, den besten Schauspieler (Drama) und das beste Drehbuch
- 1991: Aufnahme ins National Film Registry
- 2005: Platz 74 auf der AFI-Liste der 100 besten Filmzitate aus US-Filmen: „Forget it, Jake, it's Chinatown“ („Vergiss es, Jake, wir sind in Chinatown“)
- 2006: Bestes Originaldrehbuch aller Zeiten (Platz 3 von insgesamt 101, hinter zwei adaptierten Büchern) in der Wertung der Writers Guild of America (West)[17]
- 2007: Aufgeführt auf der AFI-Liste der 100 besten amerikanischen Filme (Platz 21)
- 2001: Platz 2 auf der Liste des American Film Institute „Die besten Mystery-Filme“ hinter Vertigo
- 2003: Platz 16 für Noah Cross auf der Liste des American Film Institute „Die besten Schurken“

## Veröffentlichung und Nachwirkung
Der Film feierte am 20. Juni 1974 in den USA seine Uraufführung und spielte in den US-amerikanischen Kinos rund 29,2 Millionen US-Dollar ein. In der Bundesrepublik Deutschland kam der Film am 19. Dezember 1974 in die Kinos, in der DDR am 26. November 1976. In Deutschland waren etwa 2,3 Millionen Zuschauer im Kino.
Geplant war eigentlich eine Trilogie. Zwei weitere Filme sollten folgen, angesiedelt in den 1940er und 1950er Jahren, welche die Stadt Los Angeles in dieser Zeit beleuchten sollten. Eine Fortsetzung namens Die Spur führt zurück – The Two Jakes unter der Regie von Jack Nicholson und der Mitarbeit von Robert Towne und Robert Evans konnte 1990 aber weder in künstlerischer noch in kommerzieller Hinsicht an den Erfolg von Chinatown anknüpfen. Auch deswegen ist es (bisher) nicht zu einem weiteren Teil gekommen.
In dem Animationsfilm Rango von 2011 wird eine Hommage an Chinatown gesehen.